# Burdawa
Burdawa – część wsi Strawczyn w Polsce położona w województwie świętokrzyskim, w powiecie kieleckim, w gminie Strawczyn.
W latach 1975–1998 Burdawa administracyjnie należała do województwa kieleckiego.